# Konobelodon
Konobelodon és un gènere extint de mamífers proboscidis de la família dels amebelodòntids que visqueren a Europa durant el Miocè superior, fa entre 5,3 i 10,3 milions d'anys. Se n'han trobat restes fòssils a Grècia i Romania. Els seus ullals inferiors passaven de 160 cm de llargada. Entre les seves possibles funcions hi havia arrancar l'escorça dels arbres, tallar la vegetació i excavar. De vegades és considerat un subgènere d'Amebelodon. El nom genèric Konobelodon significa ‘dent de llança cònica’, en referència a la forma dels prismes de dentina dels ullals inferiors.